# Anamma from de dyra nådeorden
Anamma from de dyra nådeorden är en psalm med text skriven av Johan Olof Wallin.

## Publicerad i
- 1819 års psalmbok som nr 273 under rubriken "Kristligt sinne och förhållande - I allmänhet: Förhållandet till oss själva och nästan: Ödmjukhet, saktmod, stilla leverne".[1]